# دوما، حماة
دوما (به عربی: دوما) یک روستا در سوریه است که در ناحیه حمرا واقع شده‌است. دوما ۴۹۹ نفر جمعیت دارد.